# August Willich
August Willich, właśc. Johann August Ernst von Willich (ur. 19 listopada 1810 w Braunsbergu w Prusach Wschodnich, zm. 22 stycznia 1878 w St. Marys w Stanach Zjednoczonych) – pruski oficer wywodzący się z rodziny szlacheckiej. Uczestnik Wiosny Ludów 1848-1849, rewolucjonista, a jako generał uczestnik wojny secesyjnej 1861-1865.

## Życiorys
Urodził się w szlacheckiej rodzinie pruskiej, ojciec był starostą braniewskim, a wcześniej uczestnikiem wojen napoleońskich jako oficer huzarów. W 1814 roku po śmierci ojca trafił do rodziny dalekiego krewnego, teologa Friedricha Schleiermachera. Ukończył szkoły kadetów w Poczdamie i Berlinie. W latach 1828–1847 służył w armii pruskiej w 7 Brygadzie Artylerii w Wesel. Podczas służby nawiązał kontakty z utopijno-socjalistyczną organizacją Związek Sprawiedliwych (Der Bund der Gerechten). Został wydalony z wojska i pozbawiony tytułu szlacheckiego. Podczas Wiosny Ludów wziął udział jako wojskowy dowódca polowy w powstaniu w Badenii (tzw. Hackeraufstand) w 1848, a w 1849 w powstaniu palatynacko-badeńskim, gdzie dowodził Legionem Robotniczym (Arbeiterlegion).
Po upadku powstania wyemigrował do Londynu, gdzie przystąpił do kierowanego przez Karola Marksa i Fryderyka Engelsa tzw. Związku Komunistów. Popadł w konflikt z przywódcami i razem z Karlem Schapperem założył skrajnie lewicową frakcję Sonderbund. Ostatecznie jednak w 1853 wyemigrował do Stanów Zjednoczonych, gdzie w Nowym Jorku pracował jako stolarz w stoczni i jako geodeta. W 1858 wyjechał do Cincinnati, gdzie rozpoczął pracę w niemieckojęzycznej radykalnej gazecie socjalistycznej Cincinnati Republikaner. Jako dziennikarz walczył o interesy klasy robotniczej, potępiał bezwzględną politykę wobec Indian i był zdeklarowanym przeciwnikiem niewolnictwa.
Gdy w 1861 w Stanach Zjednoczonych wybuchła wojna secesyjna, Willich od samego początku aktywnie werbował niemieckich imigrantów w płd.-zach. regionie Ohio i jako adiutant w stopniu porucznika wstępił do składającego się głównie z niemieckich imigrantów 9 ochotniczego pułku piechoty Ohio. Już po miesiącu zostaje awansowany na majora. Z pułkiem walczy w zachodniej Wirginii w zwycięskich bitwach: pod Rich Mountain (11 lipca 1861) oraz Carnifex Ferry (10 września 1861). 24 sierpnia 1861 gubernator Oliver P. Morton mianował go pułkownikiem i dowódcą 32 ochotniczego pułku piechoty Indiany, kolejnego „niemieckiego” oddziału w armii Unii. Wyróżnia się w bitwach pod Rowlett’s Station (17 grudnia 1861) i pod Shiloh (6-7 kwietnia 1862). 17 lipca 1862 otrzymał stopień generała brygady ochotników (United States Volunteers – USV) i stanowisko dowódcy 6 Brygady składającej się z 4 pułków piechoty, w tym jego 32 pułk Indiana. W bitwie pod Stones River (31.12.1862-2.01.1863) dostał się do niewoli konfederatów i trafił do więzienia Libby w Richmond. Po 4 miesiącach został wymieniony i ponownie objął swoją brygadę, uczestnicząc w kolejnych bitwach: pod Liberty Gap (25 lipca 1863), Chickamauga (18-20 września 1863), Missionary Ridge (24 listopada 1863) i pod Resaca (15 maja 1864), gdzie został ciężko ranny. Nie wrócił już do linii i pełnił w armii funkcje administracyjne.
Za zasługi otrzymał stopień generała majora i w 1866 r. został honorowo zwolniony z armii. Pracował w Hamilton, a w 1870 wyjechał do Berlina, gdzie bezskutecznie oferował kanclerzowi Bismarckowi swoje usługi podczas wojny francusko-pruskiej 1870-1871. Ostatecznie osiadł w St. Marys w stanie Ohio. Pozostał aktywny politycznie, występując w obronie robotników. Umarł w 1878.